# پرچم مالزی
پرچم مالزی یا خطوط افتخار (به مالایی: Jalur Gemilang) که دارای ۱۴ راه قرمز وسفید و یک هلال و یک ستاره با ۱۴ پر، برای اولین بار در ۱۶ سپتامبر ۱۹۶۳ به رسمیت شناخته شد. ۱۴ خط عرض نشان دهنده سرزمین‌های فدرال است و ۱۴ نقطه ستاره نشان دهنده وحدت بین سرزمین‌های فدرال است. به‌عنوان پرچم غیرنظامی و پرچم استان و نشان استان شناخته می‌شود و همچنین دارای تناسب ۱:۲ می‌باشد.